# Nico Rodríguez
Nicolás Santiago Rodríguez Calderón (San José del Guaviare, Guaviare; 25 de abril de 2004), más conocido por su hipocorístico Nico Rodríguez, es un futbolista colombiano. Juega como extremo y su equipo actual es el Orlando City S. C. de la MLS canadoestadounidense.

## Carrera en clubes

### Fortaleza CEIF

#### Llegada al profesionalismo
Tras pasar cerca de un año compitiendo en las divisiones menores de Fortaleza CEIF, debutó profesionalmente el 12 de octubre de 2021 bajo la dirección de Nelson Flórez. El encuentro se da ante Boyacá Chicó, correspondiente al Torneo de Ascenso 2021-II, ingresando al minuto 81' de juego en sustitución de Carlos Lucumí.

#### Consolidación en el profesionalismo
Para el inicio del Torneo de Ascenso 2023 se convierte en pieza inamovible del primer equipo, siendo convocado regularmente y jugando numerosos partidos, volviéndose así importante para el plantel de Nelson Flórez.
Su primer gol como profesional lo marca el 9 de abril de 2023 en un partido ante Cortuluá F. C. por el mismo Torneo de Ascenso 2023; marcando al minuto 44' de juego, en un rebote tras un penal errado.
Para el final de la competición en 2023, y tras destacadas actuaciones individuales, consigue el ascenso con el equipo, tras perder el título de Gran Final ante Patriotas F. C., pero liderando en puntaje la reclasificación anual.
Termina su etapa en Fortaleza CEIF en diciembre de 2024, tras buenas actuaciones individuales en su primera temporada en Primera División. Con el club disputó cuatro temporadas, en las que jugó noventa y tres partidos, registrando dieciséis goles y doce asistencias.

### Orlando City S. C.
Es presentado en enero de 2025 como nuevo jugador del Orlando City S. C., transferido desde Fortaleza CEIF Próximo a iniciar la MLS 2025, a cargo de su entonces técnico Óscar Pareja.

## Estadísticas

### Clubes
Actualizado al último partido jugado el 14 de noviembre de 2024.
| Club                              | Div.          | Temporada     | Liga  | Liga  | Liga   | Copas | Copas | Copas  | Internacional | Internacional | Internacional | Total | Total | Total  | Media goleadora |
| Club                              | Div.          | Temporada     | Part. | Goles | Asist. | Part. | Goles | Asist. | Part.         | Goles         | Asist.        | Part. | Goles | Asist. | Media goleadora |
| --------------------------------- | ------------- | ------------- | ----- | ----- | ------ | ----- | ----- | ------ | ------------- | ------------- | ------------- | ----- | ----- | ------ | --------------- |
| Fortaleza CEIF · Colombia         | 2.ª           | 2021          | 3     | -     | -      | -     | -     | -      | -             | -             | -             | 3     | -     | -      | -               |
| Fortaleza CEIF · Colombia         | 2.ª           | 2022          | 2     | -     | -      | -     | -     | -      | -             | -             | -             | 2     | -     | -      | -               |
| Fortaleza CEIF · Colombia         | 2.ª           | 2023          | 44    | 8     | 6      | 2     | -     | -      | -             | -             | -             | 46    | 8     | 6      | 0,17            |
| Fortaleza CEIF · Colombia         | 1.ª           | 2024          | 37    | 7     | 5      | 5     | 1     | 1      | -             | -             | -             | 42    | 8     | 6      | 0,19            |
| Fortaleza CEIF · Colombia         | Total club    | Total club    | 86    | 15    | 11     | 7     | 1     | 1      | -             | -             | -             | 93    | 16    | 12     | 0,17            |
| Orlando City S. C. Estados Unidos | 1.ª           | 2025          | -     | -     | -      | -     | -     | -      | -             | -             | -             | -     | -     | -      | -               |
| Orlando City S. C. Estados Unidos | Total club    | Total club    | -     | -     | -      | -     | -     | -      | -             | -             | -             | -     | -     | -      | -               |
| Total carrera                     | Total carrera | Total carrera | 86    | 15    | 11     | 7     | 1     | 1      | -             | -             | -             | 93    | 16    | 12     | 0,17            |
| 1. 2.                             |               |               |       |       |        |       |       |        |               |               |               |       |       |        |                 |